# When He Wore the Blue
When He Wore the Blue è un cortometraggio muto del 1913 prodotto dalla Nestor. Il nome del regista non viene riportato nei credit del film.

## Trama
Wifie vuole andare a una riunione di suffragette, ma Mac non può accompagnarla a causa di un attacco di gotta. Appena Wifie esce di casa, Mac guarisce: insieme agli amici, si mette a giocare a carte ma il gruppo viene sorpreso da alcuni poliziotti pieni di zelo che cominciano ad arrestare tutti. Da qui, per Mac inizia una fuga rocambolesca, inseguito dal poliziotto 23 al quale prende la divisa. Scambiato per un agente, Mac finisce per andare a dirigere anche il traffico. Poi si riappacifica con il poliziotto, in tempo per tornare a casa prima dell'arrivo di Wifie.

## Produzione
Il film fu prodotto da David Horsley per la sua Nestor Film Company.

## Distribuzione
Distribuito dall'Universal Film Manufacturing Company, il film - un cortometraggio di 150 metri - uscì nelle sale cinematografiche USA l'11 luglio 1913.
Nelle proiezioni, veniva programmato con il sistema dello split reel, accorpato in un'unica bobina con un altro cortometraggio della Nestor, la commedia Four Queens and a Jack.